# Luis Celi
Luis Celi (* Santo Domingo, Ecuador, 3 de enero de 1992) es un futbolista ecuatoriano, juega de delantero en el Clan Juvenil de la Serie B de Ecuador.

## Clubes
| Club                 | País    | Año       |
| -------------------- | ------- | --------- |
| Universidad Católica | Ecuador | 2007-2013 |
| Clan Juvenil         | Ecuador | 2014-     |

## Palmarés

### Campeonatos nacionales
| Título                         | Club                 | País    | Año  |
| ------------------------------ | -------------------- | ------- | ---- |
| Campeonato Ecuatoriano Serie B | Universidad Católica | Ecuador | 2012 |
| Segunda Categoría              | Clan Juvenil         | Ecuador | 2015 |